# Quantum (motorfiets)
Quantum is een Amerikaans merk van motorfietsen.
Het is ook bekend onder de naam American Quantum en wordt dan ook geproduceerd door American Quantum Motorcycles in Melbourne (Florida). Men maakt er cruisers op basis van S&S-blokken.